# Varanidae

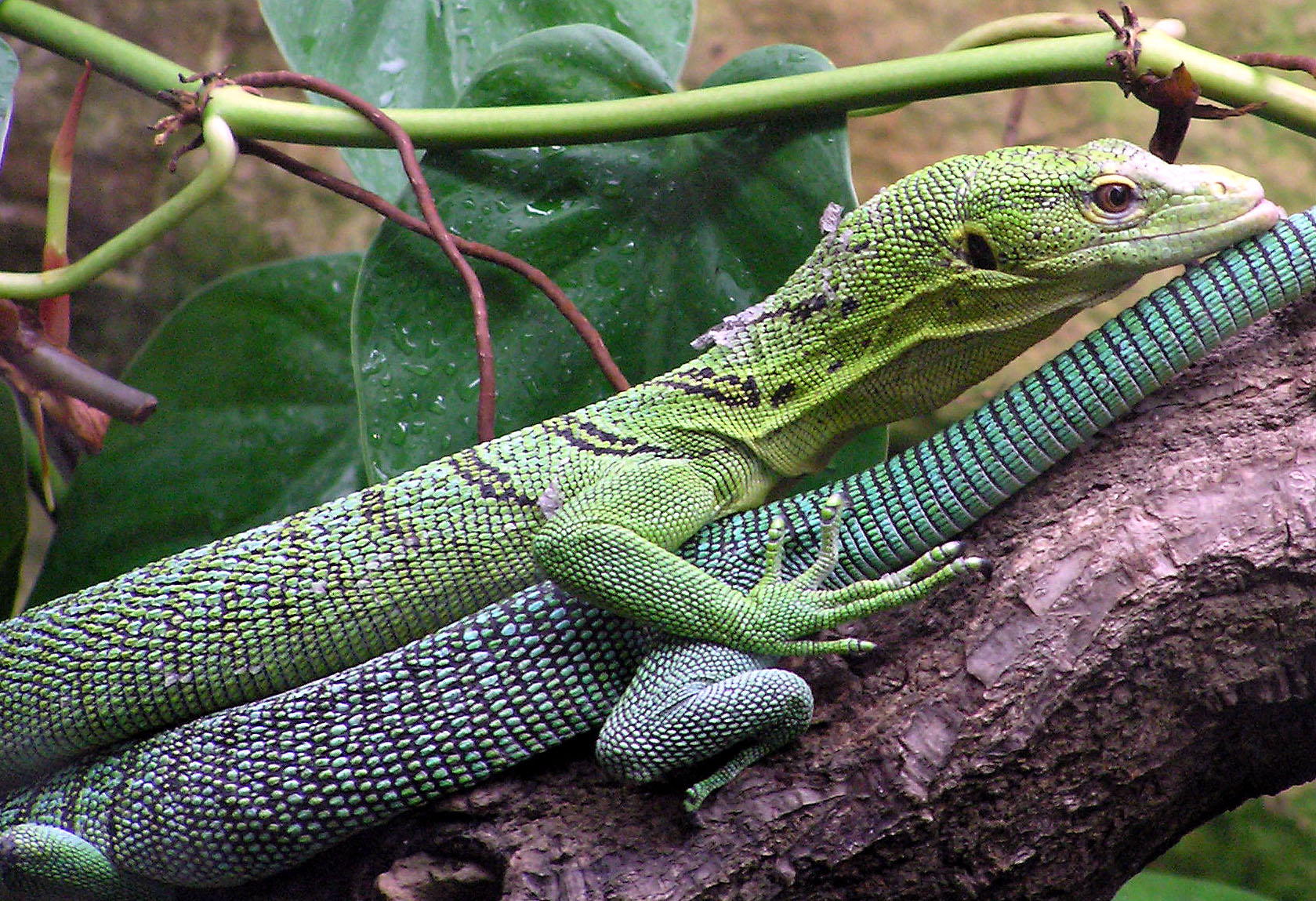
Varanus prasinus.

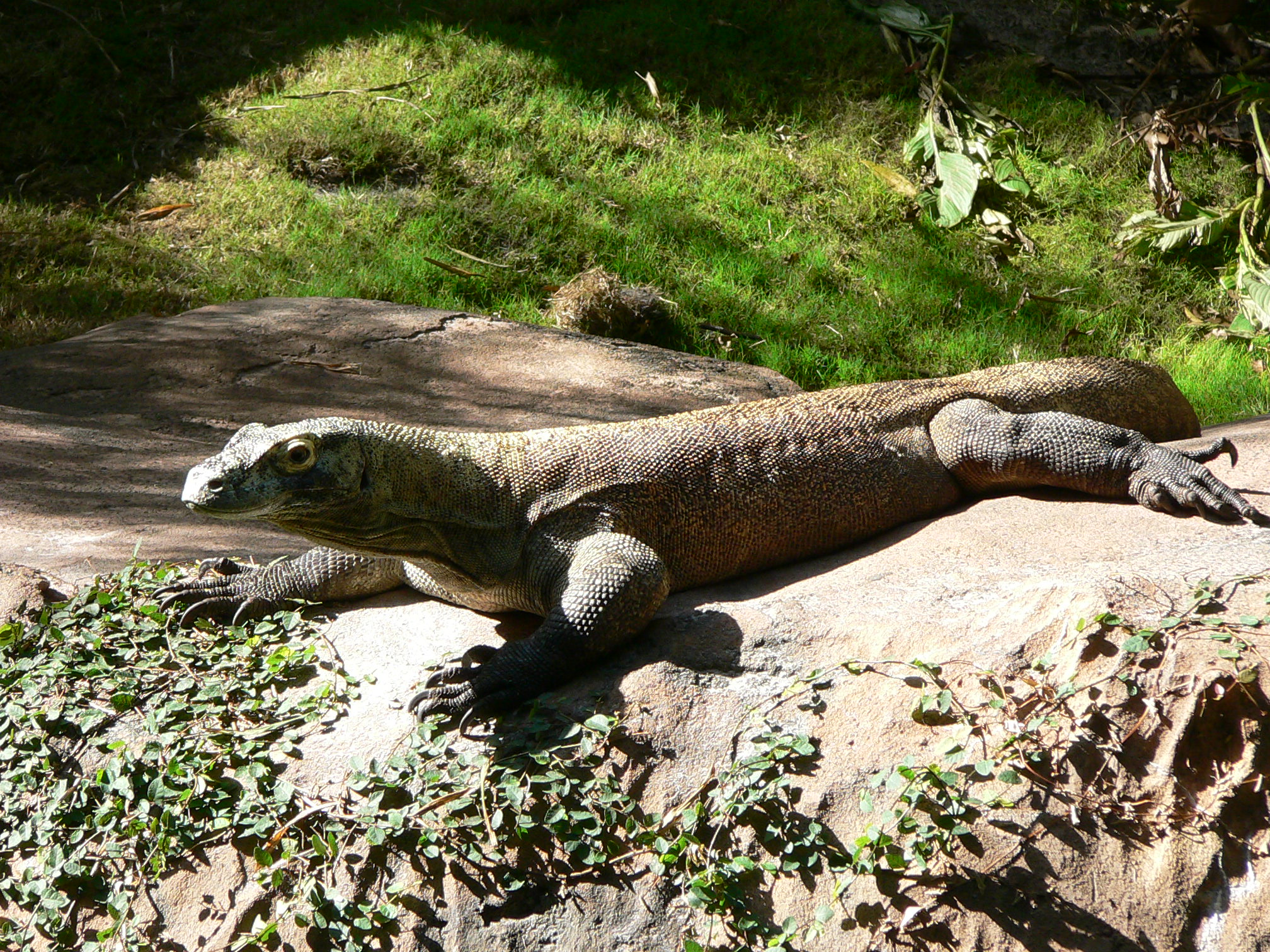
Dragón de Komodo.

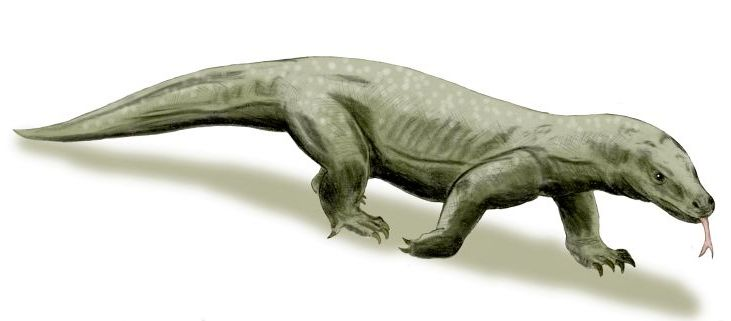
Megalania.

Los varánidos (Varanidae) son una familia de saurópsidos escamosos que comprende numerosas especies de grandes lagartos de cabeza pequeña, cuello largo, cuerpo y patas gruesas, y cola larga y fuerte; todas ellas actualmente agrupadas en el género Varanus.